# Robert Wishart

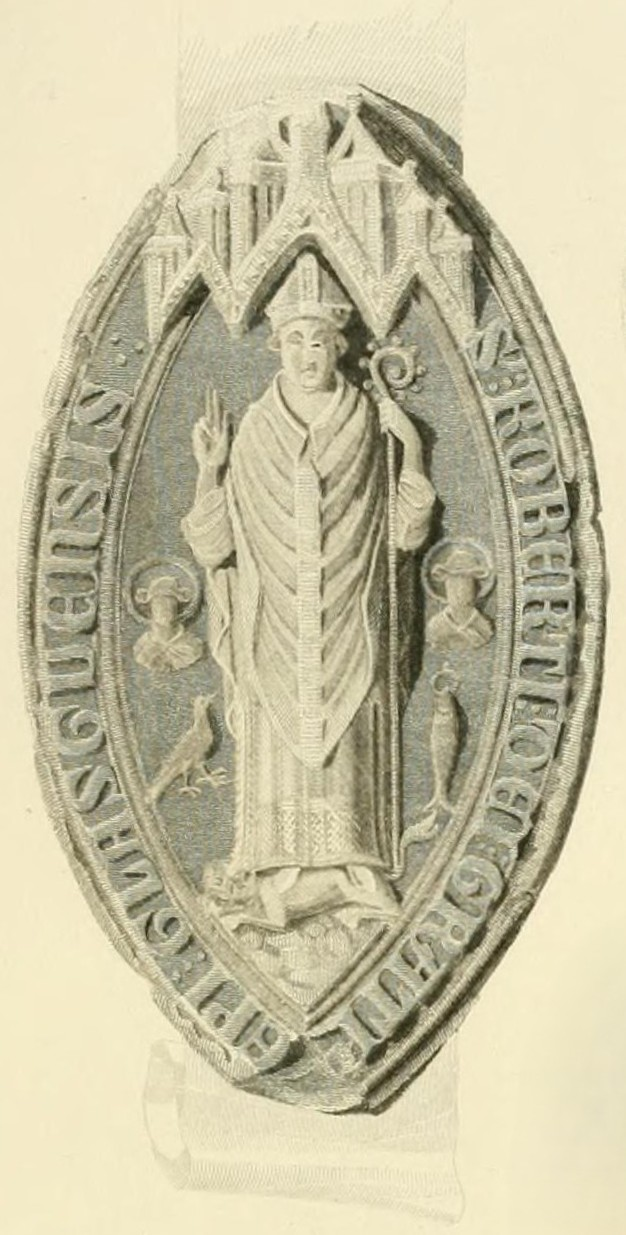
Vorderseite des Siegels Robert Wisharts.

Robert Wishart (auch: Wiseheart oder Wischard, * um 1240; † 26. November 1316) war ein schottischer Geistlicher. Ab 1271 war er Bischof von Glasgow. Im Unabhängigkeitskrieg gegen England gilt er als eine der herausragenden kirchlichen Figuren Schottlands um die Wende vom 13. zum 14. Jahrhundert und als einer der wichtigsten Verteidiger der schottischen Unabhängigkeit.

## Herkunft und Aufstieg zum Bischof von Glasgow
Robert Wishart entstammte aus einer wahrscheinlich anglonormannischen Familie aus Angus und Mearns, die sich ursprünglich Guiscard nannte. Der Hauptsitz der Familie war Conveth. Robert war ein Neffe oder womöglich sogar ein unehelicher Sohn von William Wishart, der Archidiakon und von 1273 bis 1279 Bischof des Bistums St Andrews war. Er wurde Geistlicher und dank der Förderung seines Verwandten 1267 Archidiakon von Lothian. Vor 1271 erlangte Wishart den Abschluss eines Magisters, wobei unbekannt ist, an welcher Universität er studiert hat. Er gehörte zu den Kanonikern, die 1271 William Wishart zum neuen Bischof von St Andrews wählten. Wohl durch den Einfluss von William Wishart wurde Robert im gleichen Jahr zum Bischof des Bistums Glasgow gewählt. Am 29. Januar 1273 wurde er von Robert de Prebenda, Bischof von Dunblane, und zwei weiteren schottischen Bischöfen in Aberdeen zum Bischof geweiht.

## Bischof von Glasgow

### Tätigkeit als Bischof
In den 1270er Jahren setzte sich Wishart für die Vollendung des Neubaus des Langhauses der Kathedrale von Glasgow ein. 1274 nahm er am Zweiten Konzil von Lyon teil. 1275 kam es zwischen ihm und dem Kathedralkapitel von Glasgow zum Streit über Schenkungen, die dem Bistum gemacht worden waren. Bei der Besetzung von freien Kanonikerstellen in Glasgow bevorzugte er mehrere Verwandte. Ein Thomas Wishart wurde Dekan der Kathedrale von Glasgow, ein John Wishart wurde vor 1310 Archidiakon von Glasgow und Master William Wishart Archidiakon von Teviotdale. John Wishart, der Archidiakon, war möglicherweise ein unehelicher Sohn von Robert Wishart, er wurde 1337 Bischof von Glasgow. Ein weiterer John Wishart gehörte dem Kathedralkapitel von Glasgow an.

### Tätigkeit als Guardian of Scotland
In den ersten Jahren seiner Amtszeit als Bischof trat Wishart politisch nur wenig in Erscheinung. Nach dem Tod von König Alexander III. im März 1286 war dessen minderjährige Enkelin Margarete von Norwegen Erbin des schottischen Throns. Da diese aber noch in Norwegen lebte, war die Machtfrage in Schottland ungeklärt. Für die kleine Margarete übernahm ein sechsköpfiger Regentschaftsrat die Regierung, die Guardians of Scotland. Als einer von zwei Bischöfen gehörte Wishart diesem Rat an. Dabei galt er zusammen mit James Stewart und dem Earl of Fife als Unterstützer des Magnaten Robert de Brus, der ebenfalls Ansprüche auf den Thron erhob. Die anderen drei Guardians waren dagegen Unterstützer des Thronanwärters John Balliol, so dass die beiden rivalisierenden Gruppen ausgewogen in dem Regentschaftsrat vertreten waren.
Wishart gehörte nicht der schottischen Gesandtschaft an, die 1286 zum englischen König Eduard I. reiste, der sich zu diesem Zeitpunkt in seinen südfranzösischen Besitzungen aufhielt. Die unsichere Thronfolge der kleinen Margarete führte in Schottland zu Spannungen und Rivalitäten unter den Magnaten. Obwohl Wishart eigentlich den Thronanspruch von Robert de Brus unterstützte, wird er im Winter von 1286 bis 1287 wie die anderen Guardians der Niederschlagung der Revolte von Robert de Brus zugestimmt haben. In den nächsten Jahren starben zwei der sechs Guardians, doch Wishart und die drei verbliebenen einigten sich darauf, keine neuen Guardians zu ernennen. Um den Machtkampf in Schottland zu entschärfen, wollten sie die Thronerbin Margarete mit dem englischen Königssohn Eduard verheiraten. Wishart gehörte der Gesandtschaft an, die 1290 in den Verträgen von Salisbury und Birgham die Bedingungen der Heirat aushandelten.
Die Situation änderte sich völlig, als Margarete im Oktober 1290 auf der Reise nach Schottland starb und die schottische Thronfolge nun völlig ungeklärt war. Welche Haltung Wishart in dieser Zeit zunächst hatte, ist unbekannt. Ende 1290 oder Anfang 1291 wandten sich einige schottische Magnaten an den englischen König Eduard I. und baten ihn, in dem drohenden Machtkampf zwischen John Balliol und Robert de Brus, den beiden aussichtsreichsten Anwärtern auf den schottischen Thron, zu entscheiden. Wishart gehörte der schottischen Delegation an, an die der englische König am 10. Mai 1291 in Norham seine Forderung nach Anerkennung seiner Oberhoheit richtete. Der englische König hatte den Schotten zehn Tage Frist für eine Antwort eingeräumt, und Wishart war es schließlich, der dem König offen antwortete, dass der Druck, den Eduard I. auf die führerlose Nation ausübte, eines Königs nicht würdig sei. Daraufhin schlossen die Schotten mit dem widerstrebenden König eine Vereinbarung, nach der die Guardians unter der Oberhoheit des englischen Königs im Amt verblieben. Damit hatte Wishart großen Anteil daran, dass die schottische Unabhängigkeit zu diesem Zeitpunkt gewahrt blieb. Am 14. Juni 1291 erklärten Wishart und Bischof Crambeth von Dunkeld schließlich, dass der englische König für die Entscheidung über die Thronfolge als Oberherr von Schottland anerkannt werden solle. An der Versammlung, die unter dem Vorsitz des englischen Königs in Berwick über die Ansprüche der Anwärter auf den schottischen Thron entscheiden sollte, nahm Wishart als Vertreter von Robert de Brus teil. Widerwillig musste er am 6. November der Entscheidung zugunsten von Balliol als rechtmäßigem König zustimmen.

### Tätigkeit während der Herrschaft von John Balliol
Ob Wishart wenig später an der Inthronisierung von Balliol in Scone teilnahm, ist nicht bekannt. Während der Herrschaft von Balliol hielt er sich politisch zunächst zurück. Wahrscheinlich wurde er Ende 1295 Mitglied des zwölfköpfigen Staatsrats, der an Stelle des Königs weitgehend die Regierung übernahm. Aber erst während einer Ratsversammlung am 21. Februar 1296 in Dunfermline trat er politisch hervor, als er das schottische Bündnis mit dem französischen König befürwortete. Damit geriet er in Gegnerschaft zur Familie Brus, die dafür war, den englischen König im Krieg gegen Frankreich zu unterstützen. Das Bündnis mit Frankreich führte zum Krieg mit England, in dem Schottland durch einen raschen Feldzug von Eduard I. besiegt wurde. John Balliol musste auf den Thron verzichten. Wishart gehörte zu den drei schottischen Bischöfen, die sich im Juli oder August 1296 dem siegreichen englischen König unterwarfen.

### Führer des schottischen Widerstands gegen die englische Besetzung
Bereits im Sommer 1297 gehörte Wishart jedoch neben Robert Bruce, Earl of Carrick und James Stewart zu den Führern der Rebellen, die gegen die englische Fremdherrschaft in Schottland kämpften. Angesichts der militärischen Überlegenheit der Engländer musste er sich aber mit Bruce, Stewart und William Douglas am 7. Juli 1297 bei Irvine ergeben, Wishart selbst bot sich als Geisel an, worauf er in Roxburgh Castle inhaftiert wurde. William Wallace, der die Rebellion fortführte, war über die Aufgabe von Wishart so verärgert, dass er Wisharts Residenz plündern und niederbrennen sowie Wisharts uneheliche Kinder entführen ließ. Nach einer anderen Deutung versuchte Wallace mit dem Überfall auf den Bischofspalast in Ancrum Wishart zu befreien. Da Wishart aber in Roxburgh inhaftiert war, scheiterte die Befreiung.

### Gefangenschaft, erneuter Widerstand und Kapitulation
Wishart blieb bis September 1300 in englischer Gefangenschaft. Nach seiner Freilassung akzeptierte er vermeintlich die englische Herrschaft in Schottland, doch insgeheim unterstützte er weiter den von den Guardians geführten Widerstand. Vermutlich vor 1302 verließ er das Gebiet seines Bistums und zog sich in das von den Engländern kaum kontrollierte Nordschottland zurück. Als aber Anfang 1304 der Guardian John Comyn und fast alle verbliebenen Rebellen den Kampf einstellten, ergab sich auch Wishart wieder den Engländern. Auf Befehl von Eduard I. sollte er zwei oder drei Jahre lang ins Exil gehen und sich in England südlich des Trent aufhalten. Zusammen mit Robert Bruce, Earl of Carrick und John Mowbray nahm er im Februar und März 1305 als Berater des englischen Königs an einer Versammlung des Englischen Parlaments in Westminster teil. Im Mai 1305 wurde ihm offenbar erlaubt, nach Schottland zurückzukehren.

### Unterstützung der Rebellion von Robert Bruce
Bereits im Herbst 1305 traf sich Wishart mit Bruce und William Lamberton, dem Bischof von St Andrews. Als Bruce am 10. Februar 1306 John Comyn ermordete und wenig später den Kampf gegen die englische Herrschaft erneuerte, unterstützte ihn Wishart sofort. Nach dem Mord suchte Bruce Wishart Ende Februar oder Anfang März in Glasgow auf, und der Bischof wurde zum wichtigsten Berater des Rebellen. Wahrscheinlich auf den Rat von Wishart erklärte sich Bruce am 25. März in Scone zum König der Schotten. Wishart hatte ihm für den Mord die Absolution erteilt und ihm das versteckt gehaltene königliche Banner von John Balliol sowie Roben für die Krönung geschickt. Ob er an der Zeremonie teilnahm, ist umstritten. Nach den einen Angaben blieb er der Krönung fern, weil Scone im Gebiet des Bistums St Andrews lag und weil er erwartete, dass Bischof Lamberton an der Zeremonie teilnehmen würde. Nach anderen Angaben nahm er an der Inthronisation teil.
Im Mai 1306 führte Wishart einen vergeblichen Angriff auf das von englischen Truppen gehaltene Kirkintilloch Castle. Mit Bauholz, das er von den Engländern für die Reparatur des Glockenturms seiner Kathedrale erhalten hatte, ließ er ein Belagerungsgerät für Kirkintilloch bauen. Dann zog er nach Fife, wo er Cupar Castle angriff. Ob der Angriff gelang oder scheiterte, ist ungeklärt. Er wurde am 8. Juni 1306 kurz vor der Schlacht bei Methven in oder vor Cupar Castle von englischen Truppen gefangen genommen.

### Gefangenschaft in England

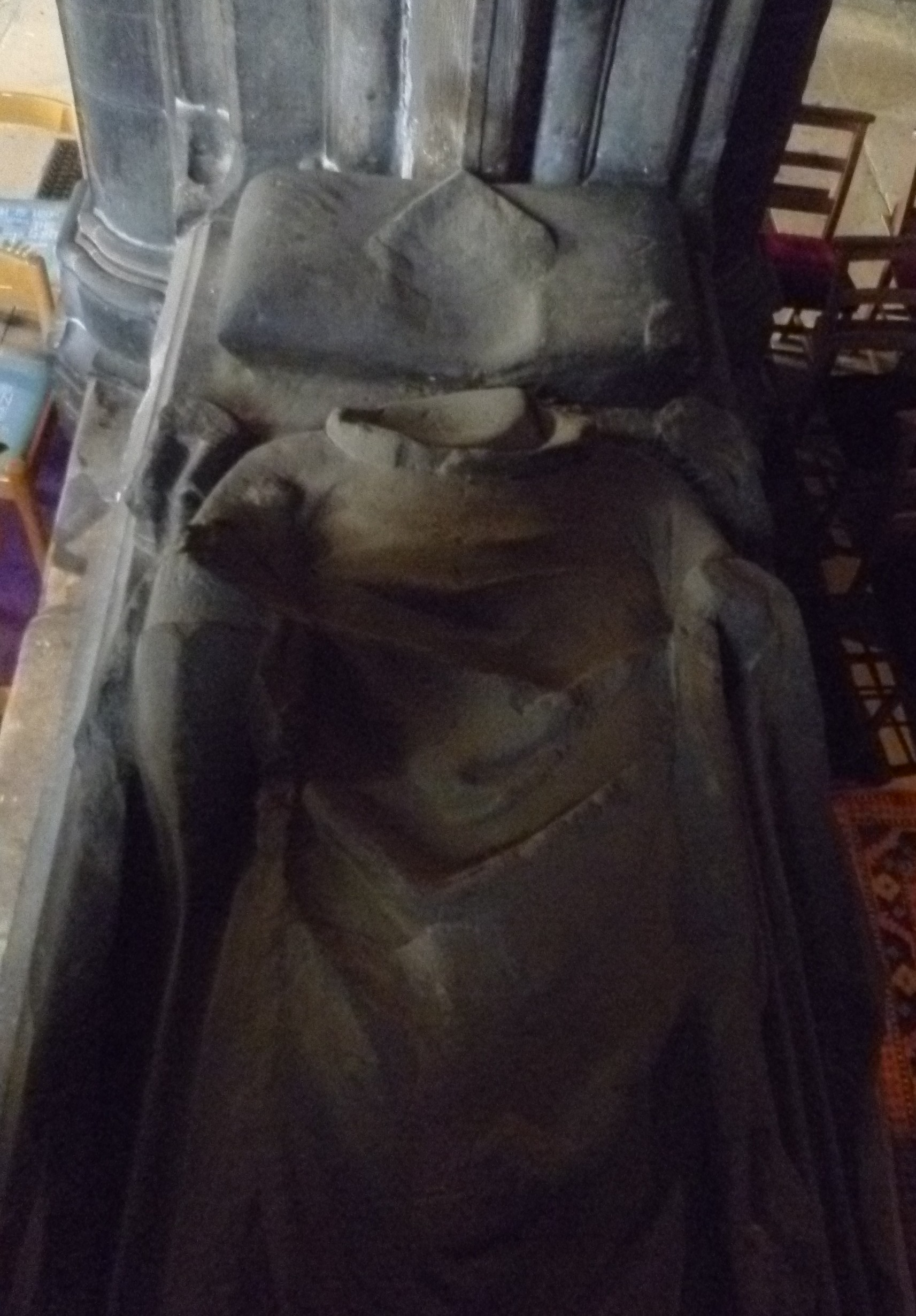
Das Grabdenkmal in der Kathedrale von Glasgow, das als Grabdenkmal von Robert Wishart gilt

Der englische König ließ Wishart zusammen mit Bischof Lamberton und dem Abt von Scone als Rebellen in Ketten nach England bringen. Nur ihr geistlicher Stand bewahrte sie vor der Hinrichtung. Wishart wurde im südenglischen Portchester Castle eingekerkert. Eduard I. beschuldigte ihn des Eidbruchs und anderer Vergehen und versuchte, bei Papst Clemens V. seine Absetzung als Bischof zu erreichen. Der Papst bestand aber darauf, selbst über Wishart zu urteilen. Im August 1308 benannte er Wishart als einen von drei schottischen Bischöfen, die am geplanten Konzil von Vienne teilnehmen sollten. Der Papst residierte zu dieser Zeit in Südwestfrankreich, weshalb Wishart am 25. November 1308 von Bischof Arnaud d’Aux in Poitiers an Beauftragte des Papstes übergeben wurde. 1310 hielt sich Wishart immer noch am Papsthof auf, doch das Ergebnis des Verfahrens gegen ihn ist unbekannt. Offenbar wurde er nicht als Bischof abgesetzt, obwohl der neue englische König Eduard II. den Papst mehrfach bat, ihn des Amtes zu entheben und durch Stephen Seagrave als Bischof von Glasgow zu ersetzen. 1312 durfte Wishart nach England zurückkehren, wo er in milder Haft blieb, aber als Bischof von Glasgow anerkannt wurde.

### Rückkehr nach Schottland und Tod
Nach dem schottischen Sieg in der Schlacht von Bannockburn 1314 wurde der alte und erblindete Wishart in Erwartung eines Gefangenenaustauschs zunächst nach York und dann am 2. Oktober weiter nach Carlisle gesandt. Vermutlich Mitte Februar 1315, spätestens vor dem 23. März wurde er gegen den gefangen genommenen Earl of Hereford und andere Gefangene ausgetauscht. Er starb Ende des nächsten Jahres und wurde um den 26. November 1316 in Glasgow beigesetzt. In der Kathedrale soll sich sein Grabdenkmal befinden, was aber nicht gesichert ist.

## Nachwirkung
Wishart kein Gelehrter oder ein guter Seelsorger, doch er war als Staatsmann und als wichtiger Unterstützter von William Wallace und Robert Bruce eine der großen Figuren des Unabhängigkeitskriegs. Zu anderen Zeiten wäre er als schlechter, nespotischer Bischof in die Geschichte eingegangen. Stattdessen blieb er aber als Kämpfer für die schottische Unabhängigkeit in Erinnerung, der den Mut hatte, dem englischen König 1291 zu widersprechen, während die anderen Magnaten und Prälaten schwiegen. Als Schottland 1297 nahezu unterworfen war, war er neben William Wallace der bedeutendste Verteidiger der schottischen Unabhängigkeit. Mehrfach musste er sich dem englischen Druck beugen, doch er gab den Kampf für die Unabhängigkeit nie auf.